# California, Missouri
California är administrativ huvudort i Moniteau County i den amerikanska delstaten Missouri. Orten hette ursprungligen Boonesborough och döptes 1848 om till California.